# Ewelina Dobrowolska
Ewelina Dobrowolska z domu Baliko (ur. 16 sierpnia 1988 w Wilnie) – litewska polityczka i prawniczka polskiej narodowości, działaczka społeczna i samorządowa, posłanka na Sejm Republiki Litewskiej, w latach 2020–2024 minister sprawiedliwości.

## Życiorys
Uczyła się w Gimnazjum im. Jana Pawła II w Wilnie. W 2010 ukończyła studia prawnicze na Uniwersytecie Michała Römera, w następnym roku podjęła pracę jako asystentka adwokata w kancelarii prawniczej. W 2012 została prawniczką Europejskiej Fundacji Praw Człowieka. Zajęła się działalnością społeczną w zakresie zwalczania dyskryminacji i ochrony praw człowieka. Reprezentowała m.in. liczne osoby w postępowaniach sądowych dotyczących oryginalnej pisowni nazwisk. W 2019 została nagrodzona przez ambasadę Szwecji na Litwie (za znaczący wkład w poprawę sytuacji w zakresie praw człowieka).
Również w 2019 kandydowała do rady miejskiej Wilna z ramienia komitetu „O Wilno, z którego jesteśmy dumni” urzędującego mera Remigijusa Šimašiusa. Mandat radnej objęła na początku 2020. W tym samym roku wystartowała w wyborach parlamentarnych z listy liberalnej Partii Wolności. Została wówczas wybrana na posłankę na Sejm Republiki Litewskiej.
W listopadzie 2020 zgłoszono jej kandydaturę na stanowisko ministra sprawiedliwości w rządzie Ingridy Šimonytė. W następnym miesiącu prezydent Gitanas Nausėda zatwierdził jej kandydaturę na ten urząd. Stanowisko to objęła po zaprzysiężeniu 11 grudnia 2020. W maju 2023 została pełniącą obowiązki ministra edukacji, nauki i sportu (po odwołaniu Jurgity Šiugždinienė); wykonywała je do lipca 2023. W wyborach w 2024 jej partia nie przekroczyła wyborczego progu, Ewelina Dobrowolska nie uzyskała wówczas poselskiej reelekcji. W grudniu tego samego roku zakończyła pełnienie funkcji rządowej. Podjęła później pracę w agencji komunikacyjnej Fabula Rud Pedersen Group.

## Życie prywatne
Zamężna, ma syna. W maju 2022 zmieniła pisownię swoich danych z formy litewskiej (Evelina Dobrovolska) na polską.  Zyskała rozpoznawalność również z uwagi na swoje tatuaże. Zaangażowana w działalność na rzecz praw społeczności LGBT.